# أدولف دايل
أدولف دايل هو سياسي أمريكي، ولد في 12 ديسمبر 1922 في بروسبيكت في الولايات المتحدة، وتوفي في 24 ديسمبر 1995. انتخب عضو مجلس نواب كارولينا الشمالية ‏.